# Rio Latrobe
O rio Latrobe, é um rio perene da bacia hidrográfica do oeste de Gippsland, no estado australiano de Vitória. O rio Latrobe e sua sub-bacia hidrográfica associada é uma fonte importante para os lagos Gippsland, drenando as encostas do sudeste da Grande Cordilheira Divisória.